# アイルランド語版ウィキペディア
アイルランド語版ウィキペディア (アイルランドごばんウィキペディア、アイルランド語: Vicipéid na Gaeilge あるいは An Vicipéid) はアイルランド語で編集・運用されているウィキペディアである。2003年に立ち上げられ、2004年1月に初めてアイルランド語の記事が作られた。

## 来歴
アイルランド語版ウィキペディアは2003年10月に立ち上げられ、2004年1月に最初の記事が執筆された。創設したのはゲイブリエル・ビーチャムである。2005年9月までには1600本以上の記事が作成され、定期的・非定期的に投稿する者あわせて173名の寄稿者がいた。2007年3月には20名のウィキペディアンが定期的に執筆を行っており、7000本以上の記事が作成された。2019年3月時点では、アイルランド語版ウィキペディアは292言語版中、記事数では87位であった。

## 評価
アイルランド語版ウィキペディアはアイルランド語のメディアから好意的に受け止められている。ダブリンシティ大学のバリー・マクマリンは、アイルランド語版ウィキペディアは世界の最も普及している言語のウィキペディアと同じくらいの数の記事を有するようになることは決してないだろうが、それでも役に立つリソースだと述べている。
アイルランド語版ウィキペディアの教育的価値を強調する学術文献もある。第3期の教育におけるツールとしてのアイルランド語版ウィキペディアの役割は、ゴールウェイ大学の支援を受けたプロジェクトにおいてウィキメディア活用の文脈で評価されている。
アイルランド語版ウィキペディアは、許可を得てマット・ハッシー著のアイルランド語の科学技術百科事典である Fréamh an Eolais（知識の根源）を組み込んでいる。